# Страна стартапов
Страна стартапов (англ. Start-up Nation — книга двух журналистов: Дана Сенора и Сола Сингера, об израильском экономическом чуде. Книга была издана в 2009 году и посвящена разбору явления, как 60-летнее государство Израиль, постоянно находящееся во враждебном окружении, смогло совершить экономический рывок, так что на 2009 год на американской бирже Nasdaq было зарегистрировано 63 израильские компании.

## Отзывы
В 2010 году книга была поставлена на пятое место в списке бестселлеров газеты Нью-Йорк Таймс и попала в список бестселлеров издания Уолл-стрит джорнэл. Некоторые газеты, в частности, Гаарец, отметили отсутствие описания конфликта с арабами-палестинцами, а также таких факторов, как американская помощь и массовая репатриация.

## Главные факторы
Авторы книги решительно отказались от ссылок на роль отдельных лиц и от поисков национальной исключительности или религиозного фактора. Главными составляющими израильского успеха они считают военную службу и массовую иммиграцию.

## Влияние книги
Некоторые источники рекомендуют обсуждаемую книгу для предпринимателей; сообщалось, что главы правительств, таких как Литва и Иордания, считают её настольной книгой. Фарид Закария из CNN утверждал, что данную книгу должен прочесть каждый арабский бизнесмен, политик или бюрократ.

## Авторы
Дан Сенор занимает важный пост во внешнеполитических ведомствах США, Сол Сингер ведёт колонку в газете The Jerusalem Post.